# بايلاندو
«بايلاندو» (بالأحرف اللاتينية Bailando) أغنية رائجة للمغني الإسباني إنريكيه إغليسياس من ألبومه Sex and Love الصادر في عام 2014. ولقيت الأغنية رواجا عالميا بعدة نسخ وبالعديد من اللغات.

## النسخ الرائجة
- النسخة الإسبانية كانت بأداء إنريكيه إغليسياس بالإضافة إلى المغني والمؤلف الموسيقي الكوبي ديسيمير بوينو (بالأحرف اللاتينية Descemer Bueno) وفرقة خينتيه دي زونا (بالأحرف اللاتينية Gente de Zona) لموسيقى الريغايتون الكوبية. استعملت النسخة في إسبانيا وأمريكا اللاتينية (أمريكا الوسطى وأمريكا الجنوبية)
- النسخة الإسبانية الإنجليزية المختلطة وعرف بالنسخة المسماة Spanglish ضم بالإضافة إلى المشار إليهم أعلاه المغني الجامايكي شون بول (Sean Paul) وهي النسخة الدولية المعتمدة في الولايات المتحدة وكندا وأوروبا والعالم
- النسخة البرتغالية المروّجة في البرتغال اتت بأداء إغليسياس، ديسينمير بوينو، خينتيه دي زونا بالإضافة إلى المغني البرتغالي الشاب مايكل كاريرا (بالأحرف اللاتينية Mickael Carreira )
- النسخة البرتغالية المروّجة في البرازيل اتت بأداء إغليسياس، ديسينمير بوينو، خينتيه دي زونا بالإضافة إلى المغني البرازيلي الشاب لوان سانتانا (بالأحرف اللاتينية Luan Santana )